# Ballard Berkeley
Ballard Berkeley (Margate, 6 augustus 1904 – Londen, 16 januari 1988) was een Engels acteur, vooral bekend door zijn rol als de enigszins seniele majoor Gowen uit de Britse tv-komedie Fawlty Towers.

## Loopbaan
Berkeley maakte zijn toneeldebuut in 1928 en speelde jarenlang in de West End en in New Yorkse theaters.
Ook sprak hij de stem in van Freddy Danby in de langlopende BBC-radioserie The Archers.

## Filmografie
- De GVR (1989) - Hoofd van het leger (voice-over)
- Terry and June (televisieserie) - Sir Arthur Forster-Carter (afl. They Also Serve, 1987)
- Fresh Fields (televisieserie) - Guy Penrose (afl. Happy Returns, 1986, Alarums and Excursions, 1985)
- Dramarama (televisieserie) - Rol onbekend (afl. Last Days of Black Berts, 1986)
- European Vacation (1985) - Tweede Engelse motorrijder
- That's My Boy (televisieserie) - Commandant Buckley (afl. Unfair Dismissal, 1984)
- Hi-de-Hi! (televisieserie) - Mijnheer (afl. Empty Saddles, 1983)
- Bullshot (1983) - Hotelgast
- Are You Being Served? (televisieserie) - Koper visspullen (afl. Memories Are Made of This, 1983)
- Terry and June (televisieserie) - Kolonel Culpepper (afl. Swingtime, 1982)
- To the Manor Born (televisieserie) - Greville Hartley (afl. Connections in High Places, 1981)
- The Goodies (televisieserie) - Voorzitter Brits Olympisch Comité (afl. A Kick in the Arts, 1980)
- Little Lord Fauntleroy (1980) - Sir Harry
- The Wildcats of St. Trinian's (1980) - Humphry Wills
- The Goodies (televisieserie) - Rol onbekend (afl. Saturday Night Grease, 1980)
- Fawlty Towers (televisieserie) - Majoor Gowen (12 afl., 1975, 1979)
- Queen of the Blues (1979) - Oom Fred
- Confessions from the David Galaxy Affair (1979) - Rechter
- The Playbirds (1978) - Trainer
- Just William (televisieserie) - Majoor Franklin (afl. William and the Sleeping Major, 1977)
- Confessions of a Driving Instructor (1976) - Lord Snodley
- Wodehouse Playhouse (televisieserie) - Sir Alexander (afl. Unpleasantness at Bludleigh Court, 1975)
- Oh Father (televisieserie) - Dr. Grant (afl. Sufficient Unto the Day, 1973)
- Bless This House (televisieserie) - Groepskapitein (afl. Strangers in the Night, 1972)
- Concerto per pistola solista (1970) - Peter, de butler
- Father, Dear Father (televisieserie) - Kolonel (afl. One Dog and His Man, 1970)
- Dixon of Dock Green (televisieserie) - Verschillende rollen (8 afl., 1956-1969)
- Sherlock Holmes (televisieserie) - Sir Charles Baskerville (afl. The Hound of the Baskervilles: Part 1, 1968)
- Star! (1968) - Rol onbekend (niet op aftiteling)
- Detective (televisieserie) - Assistent-Commissaris (afl. Dover and the Deadly Poison Pen Letters, 1968)
- Hostile Witness (1968) - Bediende rechtbank
- The Wednesday Play (televisieserie) - Eerste comité-lid (afl. Message for Posterity, 1967)
- The Murder Game (1965) - Sir Colin Chalmers
- United! (televisieserie) - Dr. Newkes (1965-1967)
- The Night Caller (1965) - Cmdr. Savage
- Sherlock Holmes (televisieserie) - Sir James Damery (afl. The Illustrious Client, 1965)
- Swizzlewick (televisieserie) - Maj. Lamb (afl. onbekend, 1964)
- Maigret (televisieserie) - Dr. Pardon (afl. A Man Condemned, 1963)
- Impact (1963) - Bill MacKenzie
- A Matter of Choice (1963) - Charles Grant
- The Cheaters (televisieserie) - Mansion (afl. The Back of Beyond, 1962)
- The Cheaters (televisieserie) - Jefford (afl. The Mighty Warrior, 1962)
- The Cheaters (televisieserie) - Tyler (afl. Libel, 1961)
- On Trial (televisieserie) - Kershaw (afl. 8 juli 1960)
- Cone of Silence (1960) - Commissaris (niet op aftiteling)
- The Invisible Man (televisieserie) - Manton (afl. Play to Kill, 1959)
- Ivanhoe (televisieserie) - Rand the Goldsmith (afl. The Swindler, 1958)
- Further Up the Creek (1958) - Whacker Payne
- Leave It to Todhunter (televisieserie) - Det. Chief Insp. Morseby
- The Adventures of Robin Hood (televisieserie) - Tybalt (afl. Roman Gold, 1958)
- The Man Who Sold Death (televisiefilm, 1958) - Insp. Gray
- The Man Who Wouldn't Talk (1958) - Bediende rechtbank (niet op aftiteling)
- Just My Luck (1957) - Starter at Goodwood (niet op aftiteling)
- After the Ball (1957) - Andrews
- The Buccaneers (televisieserie) - Rafton (afl. Dan Tempest Holds an Auction, 1957)
- Chain of Events (1957) - Stockman
- Bullet from the Past (1957) - Insp. Berkeley
- Night of the Demon (1957) - Eerste verslaggever (niet op aftiteling)
- The Betrayal (1957) - Lawson
- The Adventures of Sir Lancelot (televisieserie) - Sur Urgan (afl. The Ferocious Fathers, 1956)
- Passport to Treason (1956) - Insp. Thredgold
- My Teenage Daughter (1956) - Magistrate
- Douglas Fairbanks, Jr. Presents (televisieserie) - Edward Preston (afl. The Immigrant, 1955)
- The Adventures of Robin Hood (televisieserie) - Count De Waldern (afl. Queen Eleanor, 1955)
- The Stolen Airliner (1955) - Mr. Head
- See How They Run (1955) - Col. Warrington
- Forbidden Cargo (1954) - Douanebeambte (niet op aftiteling)
- Dangerous Cargo (1954) - Findley
- Circumstantial Evidence (1954) - Insp. Hall
- Delayed Action (1954) - Insp. Crane
- The Men of Sherwood Forrest (1954) - Walter
- Three Steps to the Gallows (1953) - Insp. Haley
- Operation Diplomat (1953) - Insp. Austin
- The Blue Parrot (1953) - Supt. Chester
- Child's Play (1953) - Dr. Nightingale
- The Night Won't Talk (1952) - Rol onbekend
- The Lost Hours (1952) - Rol onbekend
- The Long Dark Hall (1951) - Police Supt. Maxey
- Mister Drake's Duck (1951) - Maj. Deans
- Stage Fright (1950) - Sgt. Mellish
- Third Time Lucky (1948) - Bertram
- They Made Me a Fugitive (1947) - Det. Insp. Rockliffe
- Quiet Weekend (1946) - Jim Brent
- In Which We Serve (1942) - Engineer Commander
- The Saint in London (1939) - Sir Richard Blake, MI5
- The Outsider (1939) - Rol onbekend (niet op aftiteling)
- There's Always Juliet (televisiefilm, 1938) - Dwight Houston
- The Last Adventurers (1937) - Fred Devlin
- Jenifer Hale (1937) - Richard
- East Meets West (1936) - Nazim
- White Ensign (1934) - Cortez
- Trouble (1933) - Rol onbekend (niet op aftiteling)
- The Chinese Bungalow (1930) - Richard Marquess
- London Melody (1930) - Jan Moor

- Gemeinsame Normdatei: 1165599619
- International Standard Name Identifier: 0000 0000 5368 9885
- Library of Congress Control Number: no2004036120
- MusicBrainz: 6a9dc758-9590-49a1-8706-7a6d3d4a50b0
- Virtual International Authority File: 19386656
- WorldCat: E39PBJrcfHpvQywT474CCbWdQq